# Ancier
Ancier település Franciaországban, Haute-Saône megyében. Lakosainak száma 521 fő (2022. január 1.). Ancier Velesmes-Échevanne, Battrans, Gray és Saint-Broing községekkel határos.

## Népesség
A település népességének változása:
| Lakosok száma | 475  | 482  | 488  | 500  | 502  | 506  | 512  | 516  | 518  | 521  |
|               | 2010 | 2013 | 2015 | 2016 | 2017 | 2018 | 2019 | 2020 | 2021 | 2022 |